# عقاب نسارية شرقية
العُقاب النّسارية الشرقية (الاسم العلمي: Pandion cristatus)، طائر جارح نهاري، يتقوت على الأسماك. يعيش في أوقيانوسيا في المناطق الساحلية للقارة الأسترالية، والجزر الإندونيسية، وغينيا الجديدة، والفلبين. موائله بالقرب من السواحل ومصبات الأنهار التي توفر لها فرصًا لصيد الأسماك.